# Микромашина (завод)
Московский завод «Микромашина» — бывший советский и российский завод по выпуску бытовой техники, располагавшийся в Москве (сокращённо «Микма»).

## История
Завод был основан в 1923 году и носил название «Завод металлосита». Предприятие было создано для производства бытовой техники (сита, в дальнейшем — кофемолки, электробритвы, фены, машинки для стрижки волос, эпиляторы) под маркой «Микма» (с 1979 года).
На протяжении истории завод носил название «Завод металлосито», с 1956 года — завод «Московский металлист», с 1964 года — «Микромашина». В годы Советской власти предприятие входило в объединение «Союзэлектробытмаш».
В годы Великой Отечественной войны предприятие выпускало комплектующие для боеприпасов. Заводчане воевали на фронтах войны. В память о не пришедших с фронта на проходной завода висела памятная доска.
В дальнейшем завод выпускал электробритвы, кофемолки, триммеры, электрочайники, электровентиляторы, фены, тепловентиляторы, машинки для состригания катышек, женские наборы, массажёры, а также запасные части для них. Проводится гарантийный ремонт продукции на сервисном центре МЗ «Микромашина».
Завод сотрудничал с компаниями, выпускающими аналогичную — компания «Philips» и др.
В 1990 годы предприятие было акционировано и стало ОАО «Московский завод „Микромашина“».
Генеральная реконструкция производства проводилась с 1975 по 1982 годы, а в 2011 году на заводе была проведена модернизация производства. Закуплены в 2010 году и установлены производственные мощности ЗАО «Найпро Москва». Организован Центр контрактного производства (ЦКП). В центре осуществляется прецизионное литье деталей из пластмасс, проектированию и изготовлению пресс-форм и специальной оснастки.
В июне 2019 года начался демонтаж здания завода для постройки на его месте жилого комплекса.
На 2021 год бренд «Микма» продолжал существовать, а продажи изделий под ним, изготовленных в Китае, — осуществляться в фирменном магазине и в Интернете.

## Руководство
- Генеральный директор ОАО «Московский завод „Микромашина“» — Д. А. Сидоров.